# Малиновка (Зианчуринский район)
Малиновка (баш. Малиновка) — деревня в Зианчуринском районе Башкортостана, административный центр Абуляисовского сельсовета.

## Население
| 2002 | 2009 | 2010 |
| ---- | ---- | ---- |
| 428  | ↗460 | ↘345 |

Национальный состав
Согласно переписи 2002 года, преобладающая национальность — башкиры (76 %).

## Географическое положение
Протекает река Абуляисова.
Расстояние до:
- районного центра (Исянгулово): 61 км,
- ближайшей ж/д станции (Кувандык): 64 км.